# ラチャ湖
ラチャ湖（ラチャこ、ロシア語: Ла́ча, Ла́че, Lacha, Lache）はロシア北西部のアルハンゲリスク州南西部にある湖。面積は356平方kmで、南北33km、東西14kmほどの大きさ。湖面は海抜118m。ラチャ湖から北へはオネガ川が流れ出し、白海に注いでいる。ラチャ湖の北5kmのオネガ川沿いには古い街カルゴポリがある。
語源は「乳の湖」であるが、そう名付けられた理由は分かっていない。アルハンゲリスク州でも最大級の湖で、淡水魚を取る漁業が盛ん。
座標: 北緯61度20分 東経38度48分 / 北緯61.333度 東経38.800度